# Clermont-Ferrand
Clermont-Ferrand (wymowaⓘ, oksyt. Clarmont-Ferrand, Clarmont d'Auvèrnhe) – miasto i gmina w środkowej Francji, w regionie Owernia-Rodan-Alpy, prefektura departamentu Puy-de-Dôme i siedziba okręgu Clermont-Ferrand. Do 31 grudnia 2015 stolica byłego regionu Owernia. Według danych na 1 stycznia 2018 miasto zajmowało powierzchnię 42,67 km², a jego populacja wynosiła 146 734 mieszkańców (24. miejsce we Francji).
Miasto stanowi centrum aglomeracji Clermont Auvergne Métropole, którą w 2018 r. na 300,60 km² strefy zurbanizowanej (communauté urbaine) zamieszkiwało 294 127 osób. Przestrzeń aglomeracji (aire urbaine) o powierzchni 2415 km² zamieszkuje 485 315 osób, co plasuje ją na 19. miejscu tej statystyki.
Miasto położone jest na wysokości 321–602 m n.p.m., u stóp pasma wygasłych wulkanów Masywu Centralnego, m.in. Puy de Dôme.

## Historia

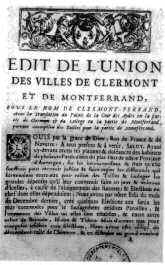
Edykt zatwierdzający połączenie dwóch miast

Nazwa miasta powstała przez połączenie nazw dwóch miast, które już w roku 1630 stworzyły jeden organizm miejski: Clermont i Montferrand. Clermont jest jednym z najstarszych miast kraju. Na południe od miasta znajduje się plateau de Gergovie, miejsce (oficjalne, choć kontrowersyjne) bitwy pomiędzy Galami pod wodzą Wercyngetoryksa oraz Rzymianami pod wodzą Juliusza Cezara.
W Clermont w czasie synodu w 1095 zapadła decyzja o podjęciu pierwszej krucjaty w celu uwolnienia Jerozolimy spod dominacji muzułmańskiej. Decyzję ogłosił tutaj papież Urban II.
W mieście tym żył i pracował matematyk i filozof Blaise Pascal.

## Zabytki

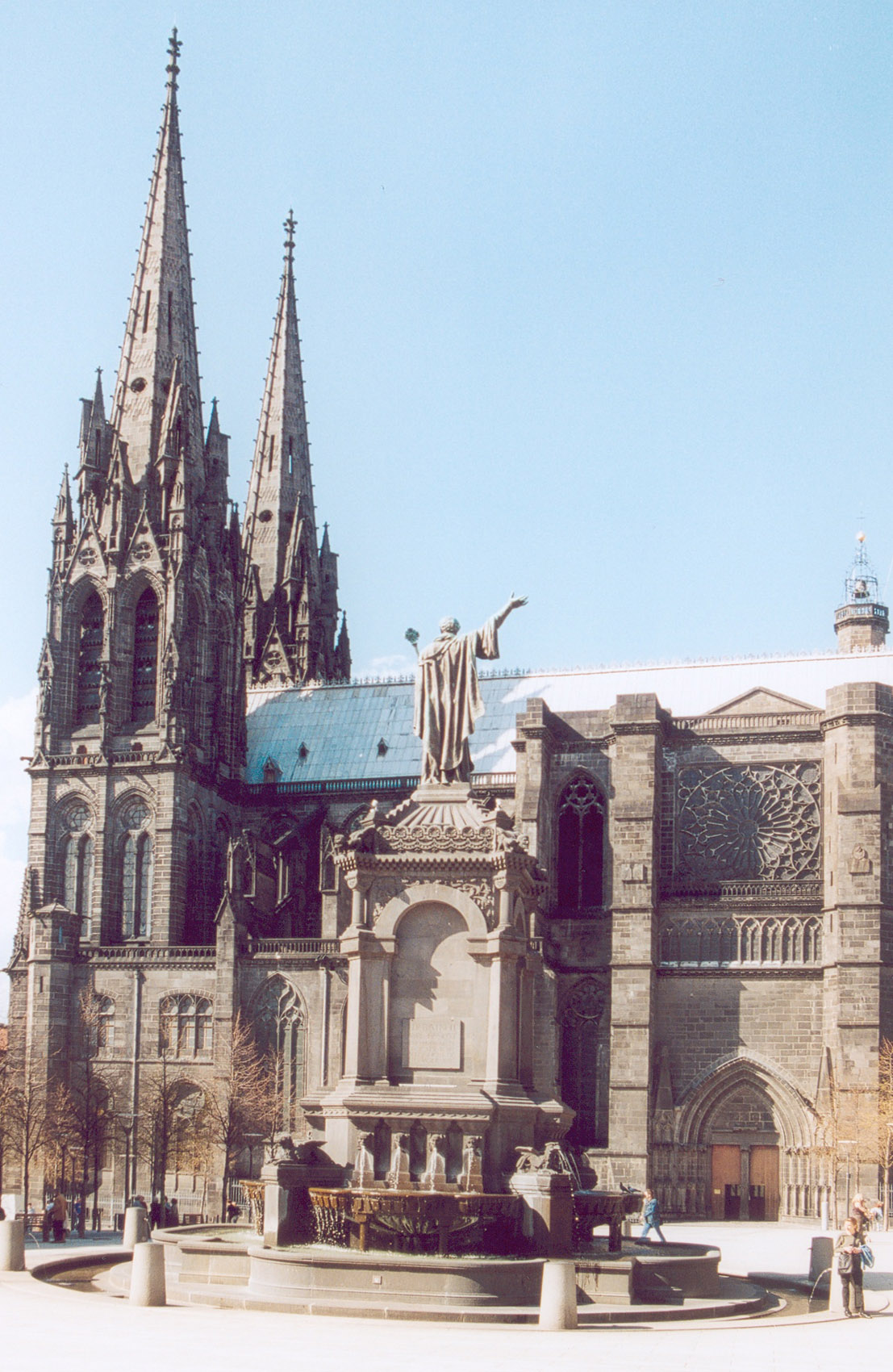
Katedra w Clermont-Ferrand oraz statua papieża Urbana II.

- gotycka katedra Wniebowzięcia NMP, zbudowana z ciemnego kamienia wulkanicznego, jedyna we Francji „czarna katedra”. Jej dwie wieże widoczne są z bardzo daleka i stanowią jeden z symboli miasta. Kapelmistrzem był w niej Jean-Philippe Rameau.
- romańska bazylika Notre-Dame-du-Port, której budowę rozpoczęto w VI wieku
- zabytkowe stare miasta Clermont i Montferrand
- fontanna Amboise
- Place de Jaude ze statuą Wercyngetoryksa i Place Delille, miejsce ogłoszenia pierwszej krucjaty
- 15 km na zachód od Clermont-Ferrand znajduje się Vulcania, park tematyczny poświęcony wulkanizmowi
- plateau de Gergovie, domniemane miejsce zwycięstwa Wercyngetoryksa nad Rzymianami
- cmentarz karmelitanek

## Przemysł
Najbardziej znanym przedsiębiorstwem z Clermont-Ferrand jest producent opon Michelin, który jest jednym z liderów przemysłu gumowego na świecie. Znany jest też z wydawania map i przewodników dla turystów zmotoryzowanych. Fabryka Michelin zajmuje obszar odpowiadający dużej dzielnicy i jest usytuowana między dwoma historycznymi centrami Clermont i Montferrand. W aglomeracji znajduje się też fabryka wód mineralnych Volvic (usytuowana pod miejscowością o tej samej nazwie u stóp pasma wulkanicznego).

## Transport
W mieście znajduje się stacja kolejowa Gare de Clermont-Ferrand. W pobliżu miejscowości znajduje się Port lotniczy Clermont-Ferrand.

## Edukacja
W styczniu 2017 Clermont-Ferrand, jako pierwsze miasto we Francji, zostało przyjęte do Światowej Sieci Miast Uczących się UNESCO. Pod uwagę wzięto fakt, że liczy ono 35 000 studentów i 6 000 badaczy i naukowców.
Miasto jest znaczącym ośrodkiem akademickim w tej części kraju. Swą siedzibę ma tu Université Clermont-Auvergne.
Miasto jest także siedzibą ESC Clermont Business School.

## Demografia
W 2018 r. populacja Clermont-Ferrand liczyła 146 734 mieszkańców.
|  |

Źródła:
cassini/EHESS (dla danych z lat 1793-2006)
INSEE (dla danych z 2008 i 2013 roku)

## Sport
- ASM Clermont Auvergne – klub rugby union
- Clermont Foot 63 – klub piłkarski
- Stade Gabriel-Montpied – stadion piłkarski
- Stade Marcel-Michelin – stadion rugbiarski

## Miasta partnerskie
- Aberdeen
- Braga
- Homel
- Oviedo
- Norman
- Ratyzbona
- Salford